# النخيلة (سطات)
انخيلة هي قرية في إقليم سطات ضمن جهة الشاوية ورديغة بالغرب المغربي. كان مجموع عدد سكان الجماعة القروية انخيلة 11.503 نسمة.(تعداد السكان الرسمي 2004)